# Virgil W. Vogel
Pour les articles homonymes, voir Virgil et Vogel.
Virgil W. Vogel est un réalisateur, monteur et scénariste américain, né le 29 novembre 1919 à Peoria (Illinois) et mort le 1er janvier 1996 à Tarzana (Los Angeles).

## Filmographie

### Comme réalisateur
- 1956 : Le Peuple de l'enfer (The Mole People)
- 1957 : The Kettles on Old MacDonald's Farm (en)
- 1957 : L'Oasis des tempêtes ou L'Oasis de la terreur (The Land Unknown)
- 1958 : Cimarron City (en) (série TV)
- 1959 : Rymdinvasion i Lappland (en)
- 1963 : L'Homme à la Rolls ("Burke's Law") (série TV)
- 1965 : Les Exploits d'Ali Baba (The Sword of Ali Baba)
- 1965 : Honey West (série TV)
- 1965 : Sur la piste du crime ("The F.B.I.") (série TV)
- 1968 : Ranch L ("Lancer") (série TV)
- 1970 : Double Jeopardy (TV)
- 1970 : Dan August (série TV)
- 1971 : Cannon ("Cannon") (série TV)
- 1972 : Les Rues de San Francisco ("The Streets of San Francisco") (série TV)
- 1973 : Barnaby Jones (série TV)
- 1973 : Police Story (série TV)
- 1974 : L'Homme qui valait trois milliards ("The Six Million Dollar Man") (série TV)
- 1975 : Caribe (en) (série TV)
- 1975 : Cop on the Beat (TV)
- 1976 : Law of the Land (TV)
- 1977 : Le Voyage extraordinaire ("The Fantastic Journey") (série TV)
- 1977 : L'Homme de l'Atlantide ("The Man from Atlantis") (série TV)
- 1978 : The Rag Tag Champs (TV)
- 1978 : No Margin for Error (TV)
- 1978 : David Cassidy - Man Undercover (série TV)
- 1978 : The White Shadow (série TV)
- 1980 : Skag (en) (série TV)
- 1980 : Power (TV)
- 1980 : Portrait of a Rebel: The Remarkable Mrs. Sanger (TV)
- 1981 : Today's F.B.I. (en) (TV)
- 1982 : Jake Cutter ("Tales of the Gold Monkey") (série TV)
- 1982 : K 2000 ("Knight Rider") (série TV)
- 1985 : Tonnerre mécanique ("Street Hawk") (série TV)
- 1985 : Spenser ("Spenser: For Hire") (série TV)
- 1986 : Condor, Los Angeles 1999 (TV)
- 1987 : Desperado (TV)
- 1988 : Longarm (TV)
- 1989 : A Man Called Hawk (série TV)
- 1989 : Code Quantum ("Quantum Leap") (série TV)
- 1989 : L'Équipée du Poney Express ("The Young Riders") (série TV)
- 1989 : Duo d'enfer ("Hardball") (série TV)
- 1992 : Mario and the Mob (TV)
- 1994 : Waikiki Ouest ("One West Waikiki") (série TV)

### Comme monteur
- 1950 : Mystery Submarine (en) de Douglas Sirk
- 1951 : Under the Gun (en) de Ted Tetzlaff
- 1951 : Deux Nigauds contre l'homme invisible (Abbott and Costello Meet the Invisible Man) de Charles Lamont
- 1951 : Hollywood Story (en) de William Castle
- 1951 : The Lady from Texas (en) de Joseph Pevney
- 1951 : Reunion in Reno de Kurt Neumann
- 1952 : Quand tu me souris (Meet Danny Wilson) de Joseph Pevney
- 1952 : Flesh and Fury (en) de Joseph Pevney
- 1952 : Just Across the Street de Joseph Pevney
- 1952 : Le Fils d'Ali Baba (Son of Ali Baba) de Kurt Neumann
- 1952 : Passage interdit (Untamed Frontier) d'Hugo Fregonese
- 1952 : Sans ton amour (Because of You) de Joseph Pevney
- 1953 : L'Expédition du Fort King (Seminole) de Budd Boetticher
- 1953 : Le Déserteur de Fort Alamo (The Man from the Alamo) de Budd Boetticher
- 1953 : À l'est de Sumatra (East of Sumatra) de Budd Boetticher
- 1953 : Tumbleweed (en) de Nathan Juran
- 1954 : Yankee Pasha (en) de Joseph Pevney
- 1954 : Fille de plaisir (Playgirl) de Joseph Pevney
- 1954 : La Rivière sanglante (Drums Across the River) de Nathan Juran
- 1955 : So This Is Paris de Richard Quine
- 1955 : L'Homme qui n'a pas d'étoile (Man Without a Star) de King Vidor
- 1955 : Ma and Pa Kettle at Waikiki (en) de Lee Sholem
- 1955 : Les Survivants de l'infini (This Island Earth) de Joseph M. Newman
- 1958 : La Soif du mal (Touch of Evil) d'Orson Welles

### Comme scénariste
- 1960 : La Grande Caravane (série télévisée)